# Eoreuma densellus
Eoreuma densellus là một loài bướm đêm trong họ Crambidae.